# Longvilliers (Yvelines)
Longvilliers ist eine französische Gemeinde im Département Yvelines in der Region Île-de-France im Süden des Großraums Paris. Es besteht aus dem Kerndorf und sechs assoziierten Gemeinden, die sich mit 498 Einwohnern (Stand 1. Januar 2022) auf 1391 Hektar verteilen. Die Gemeinde gehört zum Regionalen Naturpark Haute Vallée de Chevreuse. 
Die nächsten größeren Orte sind Saint-Arnoult-en-Yvelines und Dourdan. Die zuständige Unterpräfektur ist Rambouillet.
Die nähere Umgebung eignet sich hervorragend zum Wandern (Forstgebiete von Rambouillet und Dourdan). Es existieren in der Umgebung einige namhafte Zuchtgestüte.

## Sehenswürdigkeiten

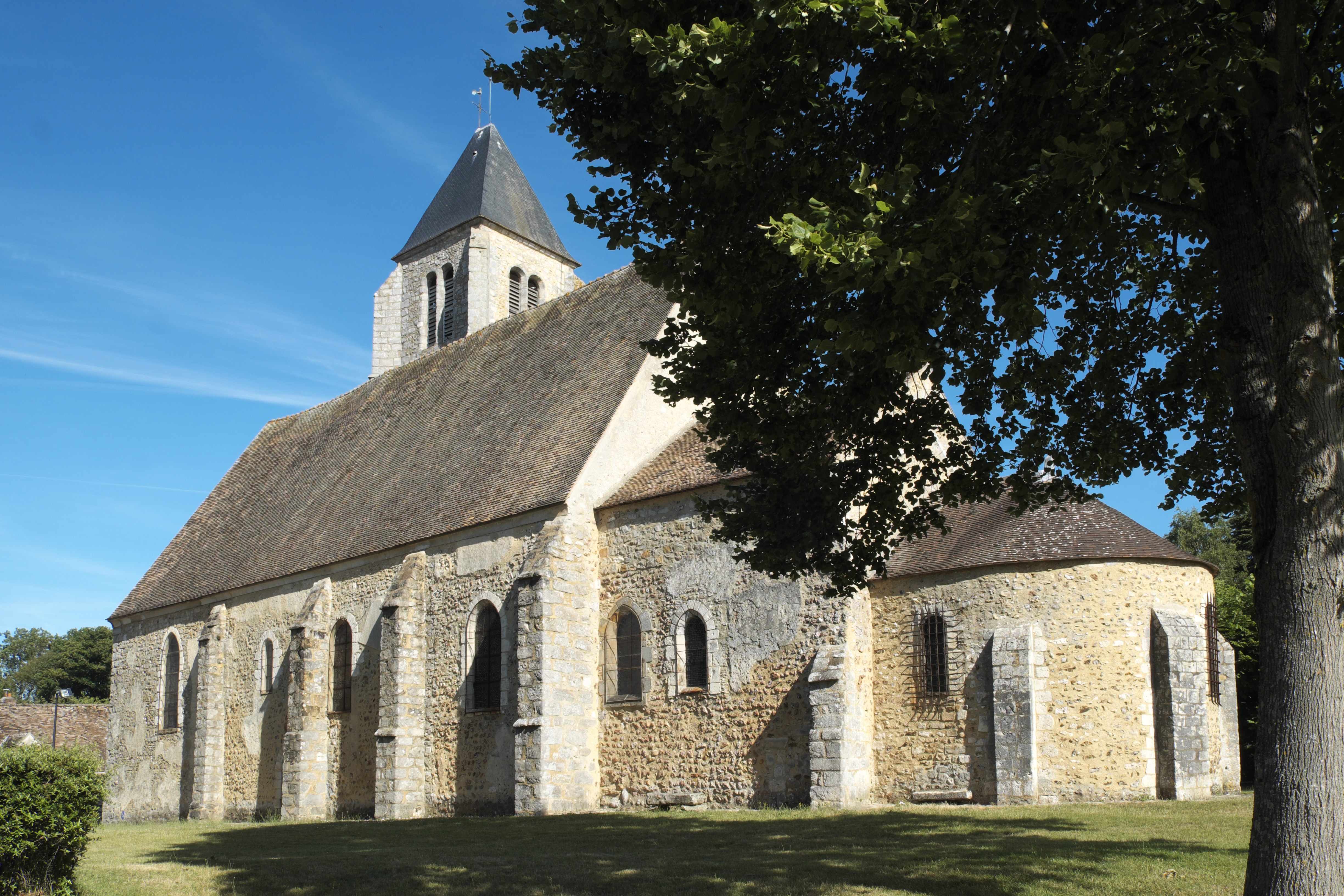
Kirche St-Pierre

- Kirche Saint-Pierre
- Waschhaus (Lavoir)